# Asturcón
Vous lisez un « article de qualité » labellisé en 2014.
L'Asturcón est une race de poneys rustiques originaire des Asturies, qui mesure environ 1,25 m. Les Romains décrivent et apprécient ce petit cheval, grâce à son allure particulière, nommée l'amble. L'Asturcón connaît une grande popularité dans le monde romain. Il est également prisé comme cheval d'équitation pour les dames au Moyen Âge grâce à son amble, ce qui lui vaut d'être largement exporté. Avec le temps, il se fait oublier et la mention de son amble disparaît. Il devient un cheval de travail qui se raréfie au XXe siècle, avec la motorisation de l'agriculture et la guerre civile espagnole.
Dans les années 1970 et 1980, sa situation devenue critique attire l'attention d'éleveurs qui se mobilisent pour le sauver, en créant notamment une réserve dans la Sierra del Sueve. Ce poney de robe noire ou baie vit toujours traditionnellement en semi-liberté sur des hauteurs de 800 à 1 000 m. Désormais employé comme monture d'équitation pour les enfants, l'Asturcón est protégé dans les réserves naturelles des Asturies, et représente un symbole de la culture asturienne. La Fiesta del Asturcón (Fête de l'Asturcón), reconnue d'intérêt touristique régional, attire 3 000 personnes chaque année. La race reste néanmoins à faible effectif, avec 1 900 individus recensés en 2012.

## Histoire

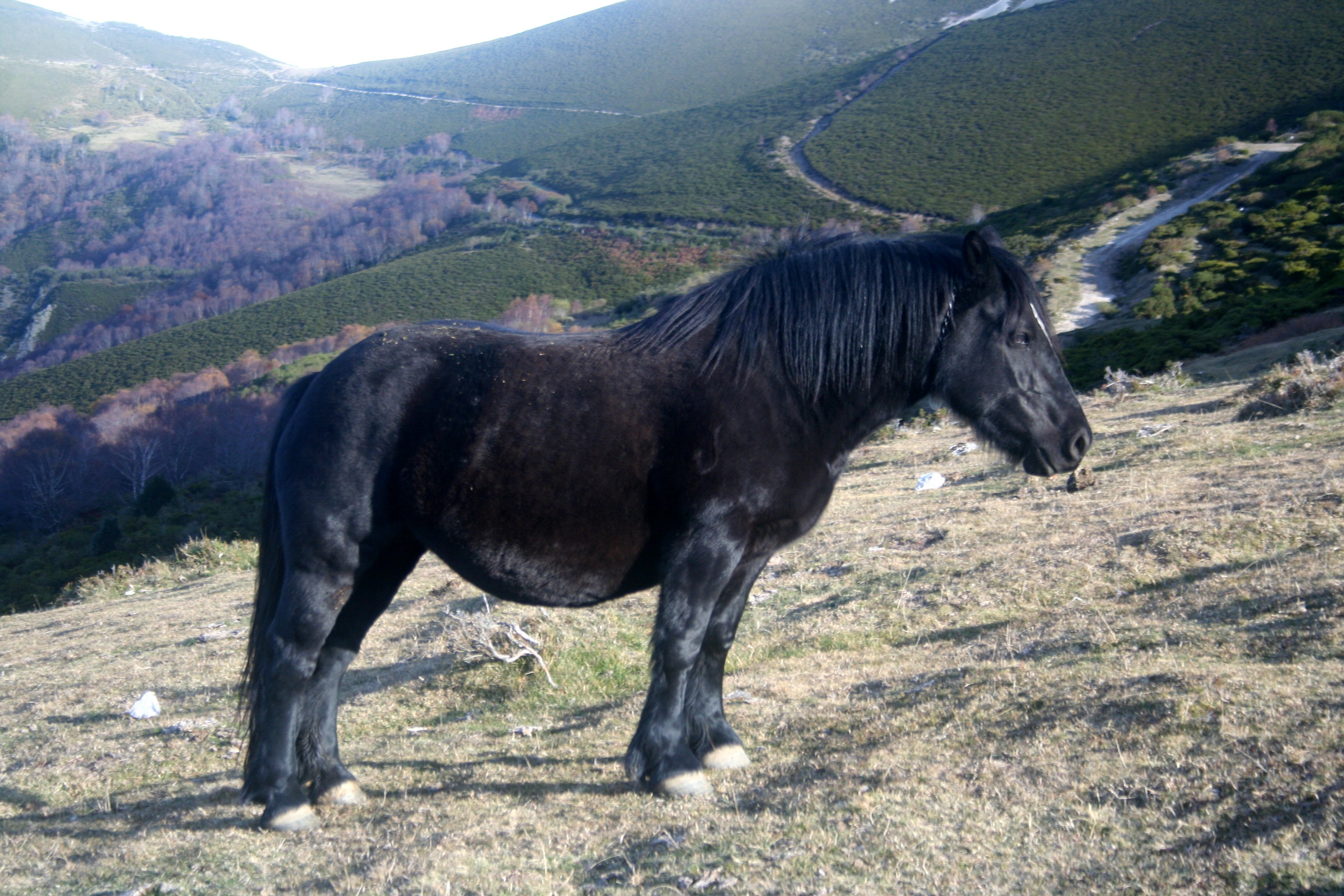
Poney Asturcón de robe noire.

L'origine du nom « Asturcón » est controversée. Pour certains historiens, il provient de l'époque romaine. D'autres lui attribuent une origine celtique, puisque les Celtes utilisaient assurément ces petits chevaux avant la colonisation romaine, mais ils n'ont pas laissé d'écrits. Hormis sous l'Empire romain, il existe peu de mentions historiques de ces poneys. La race Asturcón est néanmoins soupçonnée d'avoir joué un grand rôle dans la formation du Genet d'Espagne, une monture très prisée dans l'Espagne médiévale pour son amble. Elle a probablement été exportée en Angleterre, en Irlande et dans d'autres contrées, d'où elle aurait influencé nombre d'autres races de chevaux. Symbole de richesse durant l'Antiquité, l'Asturcón a peu à peu perdu ce statut.

### Origine
L'Asturcón appartient au groupe des chevaux espagnols d'origine celtique. Plusieurs études le rattachent au tronc des races dites Cantabriques-pyrénéennes (cántabro-pirenaico), tant morphologiquement que génétiquement, ce qui l'apparente au Garrano, à la Jaca Navarra, au Losino, au Mérens et au Pottok,. Une étude génétique montre clairement le regroupement de trois races espagnoles d'origine celtique provenant de l'Atlantique : la Jaca Navarra, le poney galicien et le Pottok. L'Asturcón y est moins apparenté, ainsi qu'au reste des races espagnoles. Il est l'un des plus vieux représentants des populations équines de la péninsule ibérique.
Pour M. A. García Dory, ancien président d'une association de protection de la race, les poneys Asturcóns ont été introduits à la suite des migrations des peuples celtes, qui ont apporté leurs montures. Anton Alvarez, actuel président de l'association officielle de la race, suppose que l'Asturcón descend du « pousoki », un poney de la mer Caspienne provenant des montagnes de l'Elbrouz au nord de l'Iran. Le chercheur Javier Fernandez estime toutefois que la race est autochtone, et descend directement des chevaux du Pléistocène tels qu'ils sont représentés dans les grottes préhistoriques des Asturies. Selon l'étude de l'université de l'Oklahoma et le vulgarisateur anglais Elwyn Hartley Edwards, l'Asturcón a peut-être été croisé avec deux races portugaises primitives, le Sorraia et le Garrano, et pourrait descendre directement du poney celte. Cette théorie s'appuie sur le fait que le poney celte, introduit en Islande, y aurait donné le cheval islandais, lui-même réputé pour son amble. Des croisements avec le poney galicien sont attestés, mais cette forme de la race est désormais éteinte. Elwyn Hartley Edwards évoque aussi une parenté entre l'Asturcón et le Bardigiano, une race de poney italienne, supposant que ces races ont été introduites par les peuples Celtes : les deux races ont un profil de tête concave.

### Dans l'Antiquité et au Moyen Âge
L'existence de petits chevaux dans le nord-ouest de l'actuelle Espagne est documentée depuis l'Antiquité, ces descriptions se rapprochent beaucoup de l'Asturcón actuel. Le poète latin Cayo Silio Italico parle d'un cheval de taille moyenne, portant une étoile blanche sur le front, rapide et fougueux. Les Romains appellent ces chevaux « Asturcones », « Tolutarius » ou « Gradarius », et louent leurs qualités. Pline l'Ancien décrit les chevaux de Galice et des Asturies comme de petits animaux qui ignorent l'usage du trot, et préfèrent se mouvoir en bougeant alternativement les jambes de chaque côté : « quibus non est vulgaris in cursu gradus, sed mollis alterno crurum explicatu glomeratio, unde equis tolutim carpere in cursus traditur arte ». Il décrit ainsi l'allure de l'amble,. Pétrone atteste l'existence de la race dans l'une de ses lettres, en parlant d'un « cheval Asturcón de Macédoine ». Ce cheval est employé par l'armée romaine et présent dans les spectacles du cirque, comme l'atteste Silius Italicus, qui parle d'un cheval Asturcón très célèbre au cirque d'Alep. Le général carthaginois Hannibal aurait utilisé des chevaux asturiens pour son passage des Alpes.
L'Asturcón semble en effet largement exporté dans le monde romain, très réputé et particulièrement cher à l'achat, grâce à son amble. Toutes les sources antiques indiquent que la race des Asturies connaît naturellement cette allure. Un texte de Végèce laisse même entendre que l'Asturcón forme la seule race chevaline connue des Romains qui soit capable d'ambler. Le poète Horace et les légionnaires romains parlent aussi avec horreur de la coutume sacrificielle des Asturies, où les chevaux servent d'offrandes aux divinités de la guerre durant les nuits de pleine lune. Pour les habitants des Asturies ce cheval est sacré. Il apparaît d'ailleurs en motif sur des pierres tombales. Les petits chevaux des Asturies restent vraisemblablement populaires auprès des Français du Moyen Âge grâce à leur allure particulière, l'amble.

### AuXXesiècle

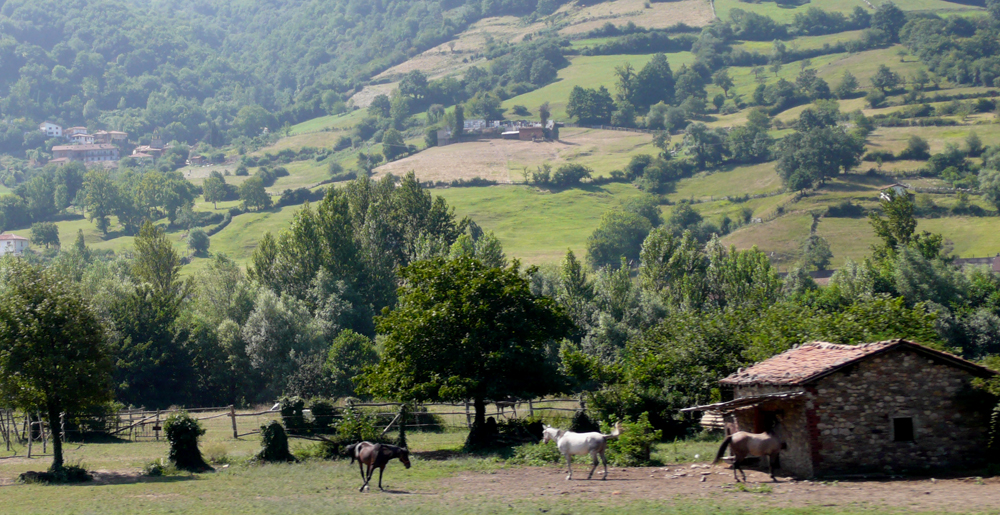
Un élevage de chevaux dans les Asturies.

Au début du XXe siècle, ces poneys continuent de vivre dans des conditions rudes. L'isolement des Asturies empêche l'influence d'autres races de chevaux jusqu'aux années 1930, l'Asturcón est alors la seule race chevaline présente dans la région. Il vit à l'état sauvage, en vastes hardes. Une série de facteurs font cependant diminuer la population tout au long du siècle. Les chevaux, peu rentables économiquement, sont peu à peu repoussés vers les zones les plus rudes des Asturies, les meilleures terres étant réservées à des élevages lucratifs, comme celui des bovins. Des croisements avec des chevaux de trait interviennent pour augmenter la taille, le poids, et donc la valeur des animaux utilisés dans l'industrie ou la traction agricole.
La situation devient critique après la guerre civile espagnole. Le reboisement massif et la réduction des zones de pâturage mènent la race Asturcón au bord de l'extinction avec moins de quarante individus recensés en 1979,. Les premières mesures pour sa sauvegarde sont prises dans les années 1970, quand des associations de protection se forment. Le naturaliste espagnol Félix Rodríguez de la Fuente se mobilise pour la race, en déplorant que les habitants des Asturies mettent en place des étalons d'autres races et castrent les mâles Asturcóns car leur petite taille les rend peu rentables pour la viande. La Sierra del Sueve, une enclave des monts Cantabriques, devient un espace conservatoire pour la race à la suite de la découverte d'un troupeau sauvage de trente individus, en 1980,. Cinquante juments fondatrices sont sélectionnées, et 21 poneys de robe noire forment le cheptel reproducteur chargé d'assurer la pérennité de l'Asurcón. Cette initiative est suivie, en 1981, par la création d'un registre généalogique pour la race. L'objectif est d'augmenter les effectifs des poneys de race pure.
Une prise de conscience écologique, dans les années 1980, débouche sur l'enrayement de la chute des effectifs de poneys, notamment avec la mobilisation de la Asociación Asturiana de Amigos de la Naturaleza (ANA). L'ACPRA (Asociación de Criadores de Ponis de Raza Asturcón), créée en 1987, est reconnue par le ministère espagnol de l'Agriculture, et obtient officiellement la gestion du registre d'élevage de la race Asturcón le 30 novembre 1995. C'est également dans les années 1990 qu'une seconde association de sauvegarde est créée en faveur des poneys Asturcóns de robe baie, nommés localement caballos de Coro.

### AuXXIesiècle

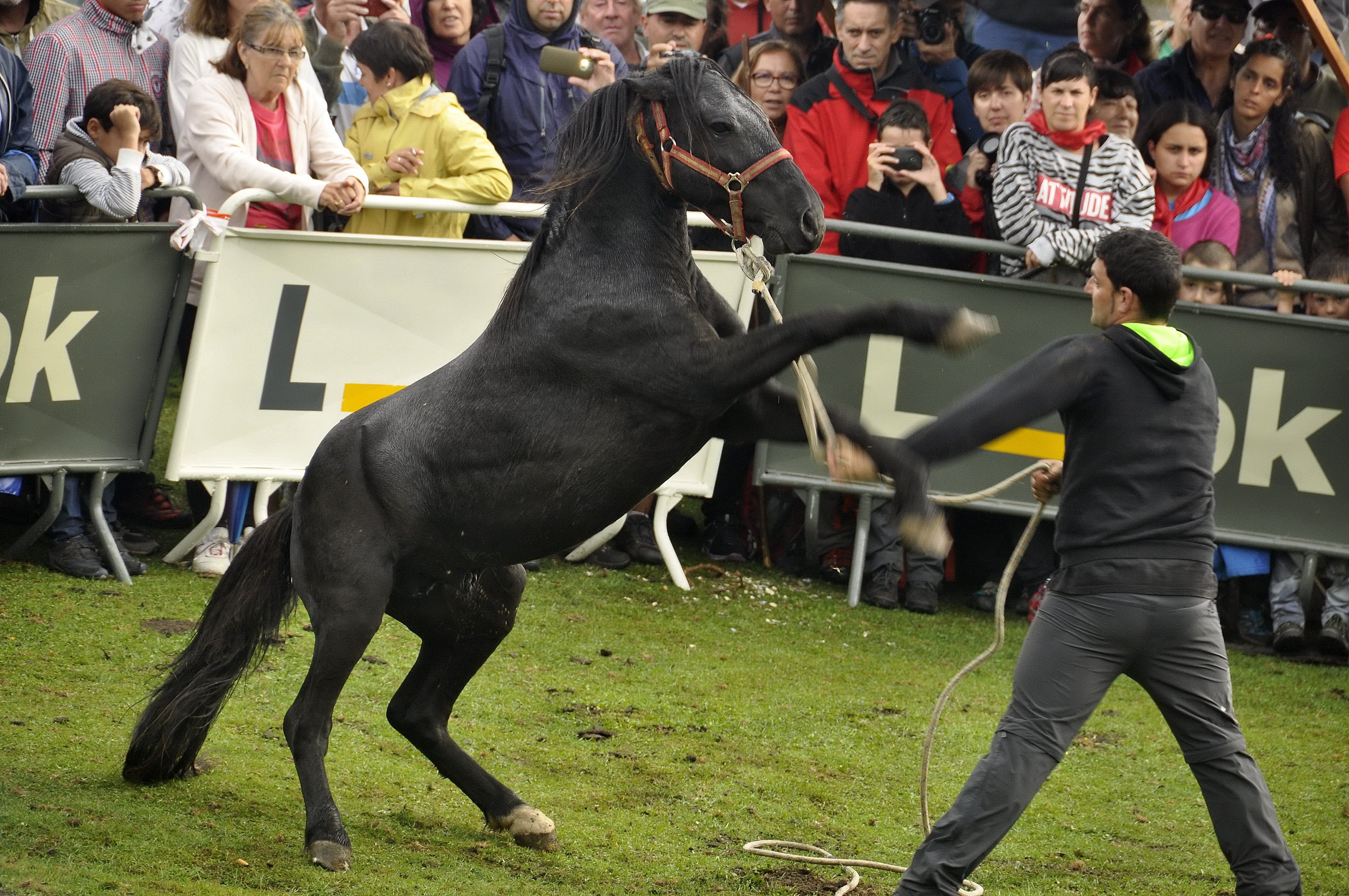
Poney à la XXXVe Fiesta del Asturcón de 2015.

L'Astucón a été pris en charge par le programme européen Equisave, visant à préserver les races chevalines originaires de l'espace Atlantique. En 2011, l'ACPRA créé un centre d'enseignement autour de la race (Centro de cría y fomento del Asturcón) à Gijón, dans le but de promouvoir ce poney « qui fait partie de l'élevage et du patrimoine culturel de la région » : les enfants et les adultes peuvent y apprendre l'équitation, et participer à des promenades en attelage xarré. L'association a également signé un accord avec le conseil municipal de Deva pour inclure un troupeau d'Asturcóns au Centre d'interprétation de la nature (Centro de Interpretación de la Naturaleza).

## Description
Vous apercevrez peut-être le plus rare Asturcón, un cheval sauvage poilu, plutôt grassouillet, si petit qu'il ressemble d'abord à un poney « toy »
Les poulains grandissent rapidement, qualité essentielle pour un poney de montagne destiné majoritairement au marché de la viande. S'il est nommé poney en raison de sa taille inférieure à 1,47 m, la dénomination fait débat car certains spécialistes considèrent qu'il se rapproche davantage du cheval par sa morphologie.

### Morphologie
C'est un poney d'1,25 m en moyenne. La fourchette de tailles va de 1,16 m à 1,27 m selon l'étude de l'université de l'Oklahoma, mais le standard officiel de la race autorise de 1,20 m à 1,35 m, en fonction du but d'élevage. La taille de ces poneys dépend en grande partie de la qualité de leur alimentation. Les conditions d'élevage se traduisent par des transformations physiques : les poneys à l'état domestique présentent des lèvres plus fines, un ventre moins apparent, de meilleurs aplombs et des crins d'apparence plus soignée.
L'aspect général est celui d'un poney fort et agile. La tête est petite mais parfois un peu lourde, dotée d'un profil rectiligne ou légèrement concave, de grands naseaux et de grands yeux noirs très expressifs. Les oreilles sont petites et très mobiles, elles surmontent un front haut, souvent caché par un abondant toupet de crins. L'encolure est de longueur moyenne, légèrement arquée chez les mâles, et souvent cachée par une crinière très épaisse. Le garrot est peu sorti, le dos est droit et fort. La poitrine est très profonde, les épaules et la croupe sont inclinées, cette dernière n'est jamais double. La queue est attachée bas. Les pieds sont bien conformés, et particulièrement solides.

### Robe et pelage

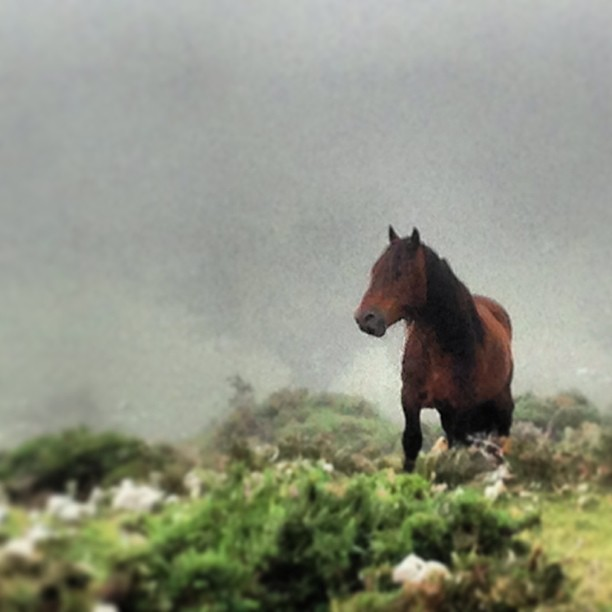
Poney Asturcón bai, une robe longtemps refusée par l'ACPRA.

La robe de l'Asturcón a fait l'objet d'études. Si le troupeau de 21 poneys employé pour régénérer la race est de robe noire, de nombreuses références indiquent que la majorité des poneys élevés dans l'Ouest des Asturies est de robe baie. Les documents photographiques du début du XXe siècle ne permettent pas de différencier les deux robes. Les variations du climat peuvent donner une apparence totalement différente aux poneys en hiver et en été. Dans le froid, l'Asturcón produit un abondant pelage brun qui lui permet de résister aux rigueurs des hautes montagnes. La présence de poneys noirs dans la population des Asturies occidentales, et de poneys bais dans la Sierra del Sueve, a été largement reportée.
Ces animaux ne portent généralement pas de marques blanches. La variété de la race portant une robe baie ou alezane est longtemps restée non reconnue par l'organisme de gestion du registre généalogique, l’Asociación de Criadores de Ponis de Raza Asturcón (ACPRA). À la fin des années 1990, quelques éleveurs se regroupent dans l'association « García Dory » pour protéger l'Asturcón bai, localement nommé « Caballo de Corro ». Les études génétiques menées en 2004 et 2005 ne trouvent aucune différence morphologique ou génétique entre les poneys bais et les poneys noirs, si bien qu'à la fin de l'année 2005, les poneys bais, porteurs d'un allèle récessif de la robe noire dans 42 % des cas, sont inclus au registre de la race par l'ACPRA. L'étude révèle aussi que les Asturcóns portent l'allèle récessif codant la robe alezane dans moins de 10 % des cas. La robe alezane est désormais admise par le standard de la race. En 2012, sur les 343 nouveaux poneys enregistrés dans l'année, 218 portent une robe noire, 102 une robe baie, et 4 sont alezans.

### Tempérament et entretien
L'Asturcón est une race de bonne nature et de solide constitution, docile, dotée de force et d'une excellente résistance. Il vit en liberté dans des espaces montagneux ouverts, sur des hauteurs comprises entre 800 et 1 000 m, et s'est adapté aux dangers de son environnement. L'élevage est très extensif et ces poneys contribuent à l'entretien des zones montagneuses, en broutant les végétaux délaissés par d'autres animaux. L'éthologie de ces poneys a été largement étudiée. Les juments se nourrissent de faines, de glands, de fruits et de feuilles trouvés dans la nature. Au printemps, elles se séparent de leur groupe pour mettre bas dans un endroit abrité où elles peuvent se coucher. Elles sont de nouveau en chaleur neuf jours après la mise bas, et se reproduisent jusqu'à l'âge avancé de vingt ans, voire vingt-cinq ans. C'est également au printemps que les combats d'étalons ont lieu, le mâle dominant obtenant un harem de juments avec lequel il se reproduit.
Les rudes conditions d'élevage des Asturcóns ont donné naissance à des particularités dans les troupeaux. Leur formation en cercle, avec les individus les plus faibles (notamment les poulains) à l'intérieur est nommée « el corro ». Cette attitude est un héritage de la résistance collective de ces petits chevaux contre les attaques de loups. Ils sont également réputés pour se mettre à manger la crinière de leurs semblables en période de disette.

### Allures
Cette race connaissait historiquement l'amble, une allure qui peut remplacer le trot et rend la monte plus confortable, mais les Asturcóns actuels n'amblent plus naturellement, et doivent être dressés pour se déplacer à cette allure. L'Asturcón a fait l'objet d'une étude visant à déterminer la présence de la mutation du gène DMRT3 à l'origine des allures supplémentaire : l'étude de 24 sujets n'a pas permis de détecter la présence de cette mutation chez eux, ni l’existence de chevaux avec des allures supplémentaires parmi la race. 

### Sélection

Logo de l'ACPRA (Asociación de Criadores de Ponis de Raza Asturcón).

Il y a longtemps eu peu d'efforts de sélection autour de la race Asturcón. Jusqu'en 2005, deux associations de race existent avec des objectifs différents. L’Asociación de Criadores de Ponis de Raza Asturcón (association d'éleveurs de poneys de race Asturcón) rassemble 96 membres pour 800 chevaux en 2003. L′Asociación de Criadores de Asturcones de Capa Castaña (association d'éleveurs d'Asturcóns de robe baie, dite « García Dory ») compte 22 membres pour 150 chevaux la même année, et travaille sur la réorientation de la race comme poney de selle. N'étant pas reconnue comme une association officielle par la première, les poneys qu'elle enregistrait jusqu'en 2005 n'étaient pas comptabilisés comme faisant partie de la race.
Au début du XXIe siècle, l'élevage de l'Asturcón se professionnalise, les soins humains permettant la sélection et le développement de meilleurs sujets chez la race. En 2007, à la suite de la fusion des deux associations de sauvegarde, une étude est menée pour connaître la diversité génétique de la race et les conséquences de l'inclusion des poneys de robe baie dans le stud-book, avec les poneys de robe noire. Sept lignées d'étalons et 50 lignées femelles sont identifiées chez les poneys noirs. La sauvegarde de la race dans les années 1970 et 1980 entraîne une certaine consanguinité. Une analyse génétique réalisée en 2012 révèle l'existence de onze haplotypes différents chez la race. En 2013, grâce aux efforts de sélection, le taux de consanguinité est considéré comme très correct pour une telle population animale. De plus, des tests de sélection sont mis en place pour vérifier les aptitudes sportives des jeunes chevaux, et les orienter ainsi vers l'équitation sportive sur poney de haut niveau. Le secteur est considéré comme porteur par les éleveurs.

## Utilisations

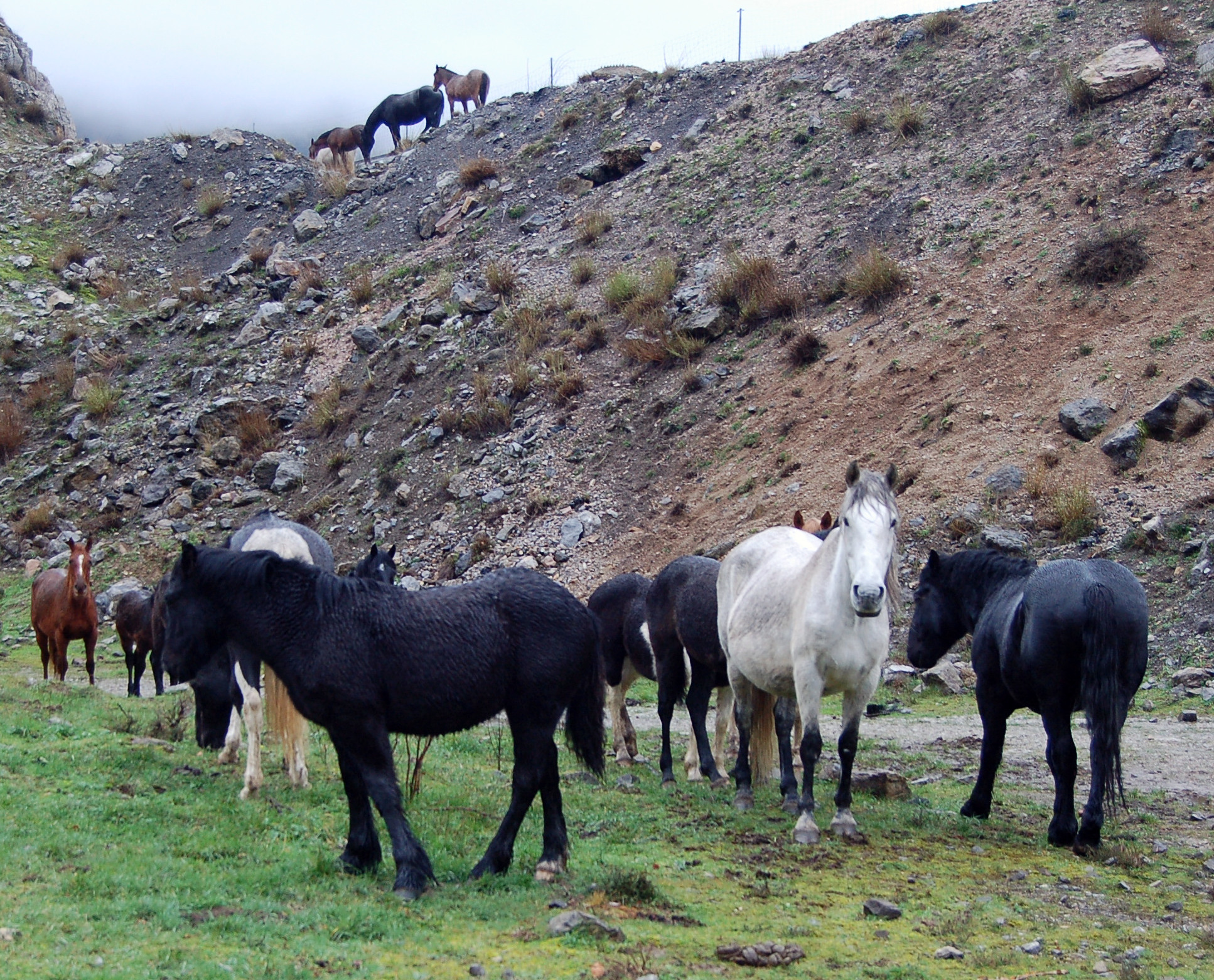
Troupeau de chevaux semi-sauvage dans les Asturies, pas tous de la race Asturcón.

Historiquement, c'est un cheval de bât et de selle. Sa connaissance de l'amble en a fait une monture populaire pour les dames au Moyen Âge. Au XIXe siècle, certains poneys étaient exportés à Paris pour tracter de petits véhicules hippomobiles. Durant l'époque de la traction hippomobile, des groupes de poneys sont vendus à travers l'Espagne.
Au début du XXIe siècle, l'Asturcón est majoritairement élevé pour sa viande. Certains producteurs font le choix d'étiqueter leur viande comme issue de l'agriculture biologique. Dans les Asturies, 3 000 à 3 500 chevaux, principalement de type Asturcón, sont abattus annuellement pour ce marché. La race peut aussi être montée, y compris par des adultes, et mise à la traction d'attelages légers. Quelques poneys sont employés par des poney-clubs d'Espagne, pour les enfants, et l'Asociación de Criadores de Ponis de Raza Asturcón promeut activement l'utilisation de ces poneys pour l'enseignement en centre équestre. L'élevage des poneys de selle se développe, notamment chez les petits éleveurs qui ne disposent pas de droit de vaine pâture. Les Asturcóns commencent à se hisser à de bons niveaux en compétition pour poneys en Espagne, notamment en saut d'obstacles. Éduqués, ils font d'agréables montures, bien qu'ils conservent une force importante en comparaison de leur taille.

## Diffusion de l'élevage
Le poney Asturcón est considéré comme une race locale en danger d'extinction, faisant l'objet de mesures de protection,. Il a connu une période de popularité au Moyen Âge grâce à son amble, ce qui lui a valu d'être exporté vers de nombreux pays, dont les îles Britanniques (notamment l'Irlande au XVe siècle) et la France. C'est désormais une race à faible effectifs, dont la comptabilisation est très récente. En 2002, 873 poneys et 100 éleveurs ont été recensés par l’Asociación de Criadores de Ponis de Raza Asturcón (ACPRA),, sans inclure les poneys de robe baie ou alezane. En 2011, l'ACPRA compte 1 700 poneys enregistrés, bais et alezans y compris. Ce chiffre est monté à 1 900 en 2012.
La grande majorité de ces poneys se trouve toujours à l'état semi-sauvage dans les Asturies : en 2012, 80 % des effectifs de la race s'y trouvent. Ils peuvent vivre sur des hauteurs telles que celles de la Sierra del Sueve. La race est surtout localisée dans l'ouest et le centre-ouest de la région, où les montagnes répondent à ses besoins. Historiquement, l'élevage représente une ressource importante dans ces villages. Toutefois, peu de chevaux asturiens sont reconnus comme étant de race pure. Les éleveurs d'Asturcón sont considérés comme peu professionnalisés et leurs exploitations ont un rendement économique faible. Le nombre d'élevages est en diminution, notamment en raison de l'absence de renouvellement des générations. La tendance est à la réorientation vers le cheval de selle, et à l'exode rural. En 2013, les éleveurs de poneys ont protesté contre les difficultés qu'ils rencontrent, notamment en raison des attaques de loups.

## L'Asturcón dans la culture

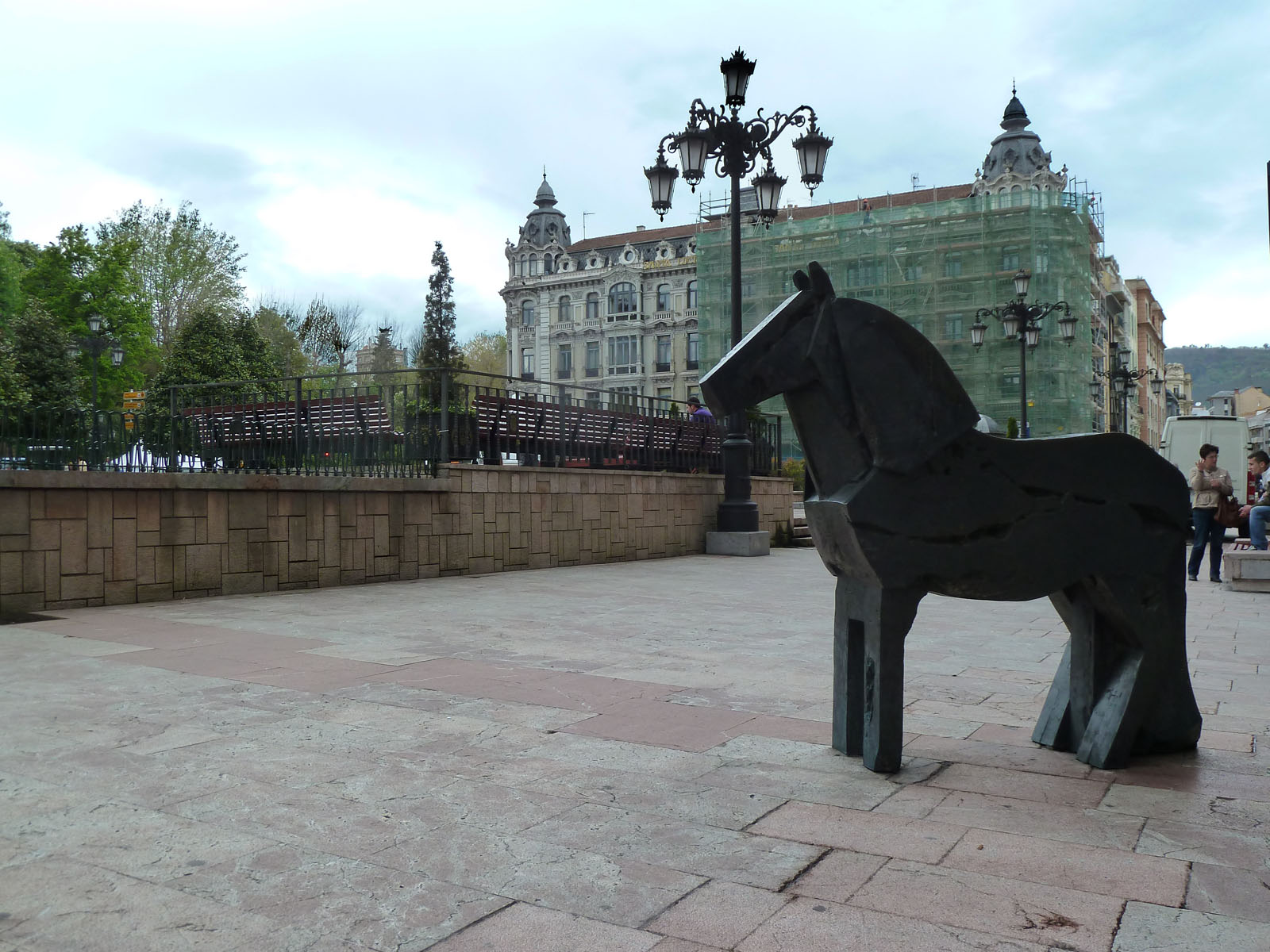
Statue de poney Asturcón par Manolo Valdes sur la Plaza de la Escandalera, à Oviedo.

La Fiesta del Asturcón (fête de l'Asturcón), fête populaire qui se tient à la majada d'Espineres (entre Colunga et Piloña) le troisième samedi d'août depuis 1980, a été déclarée d'intérêt touristique régional. Elle rassemble environ 3 000 visiteurs, souvent venus avec leurs tentes de camping. Le marquage des poneys constitue le clou de la fête, mais la Fiesta del Asturcón compte aussi danses, musique avec un pipe-band, repas, prières et bénédictions collectives, dans l'esprit d'une fête typiquement asturienne. Pour l'occasion, les notables des Asturies ne manquent pas de rappeler le rôle majeur qu'a joué leur petit cheval dans l'histoire de la région,.
Le sculpteur espagnol Manolo Valdés a créé plusieurs œuvres représentant des poneys de la race, pour la Plaza de la Escandalera à Oviedo. Par ailleurs, un écomusée situé près de Tazones propose une exposition permanente sur l'histoire de la race.